# تلون الأسنان
تلون الأسنان (يسمى أيضا تصبغ الأسنان) هو لون غير طبيعي يحدث للأسنان.تلون الاسنان يمكن أن يحدث بسبب تراكم البقع على سطح الأسنان وهذا ما يسمى بالتصبغ الخارجي. أما الداخلي فيعود إلى امتصاص جسيمات بها صبغة إلى بنية الأسنان.  هناك عدة عوامل مختلفة مسؤولة عن تلون الاسنان.  

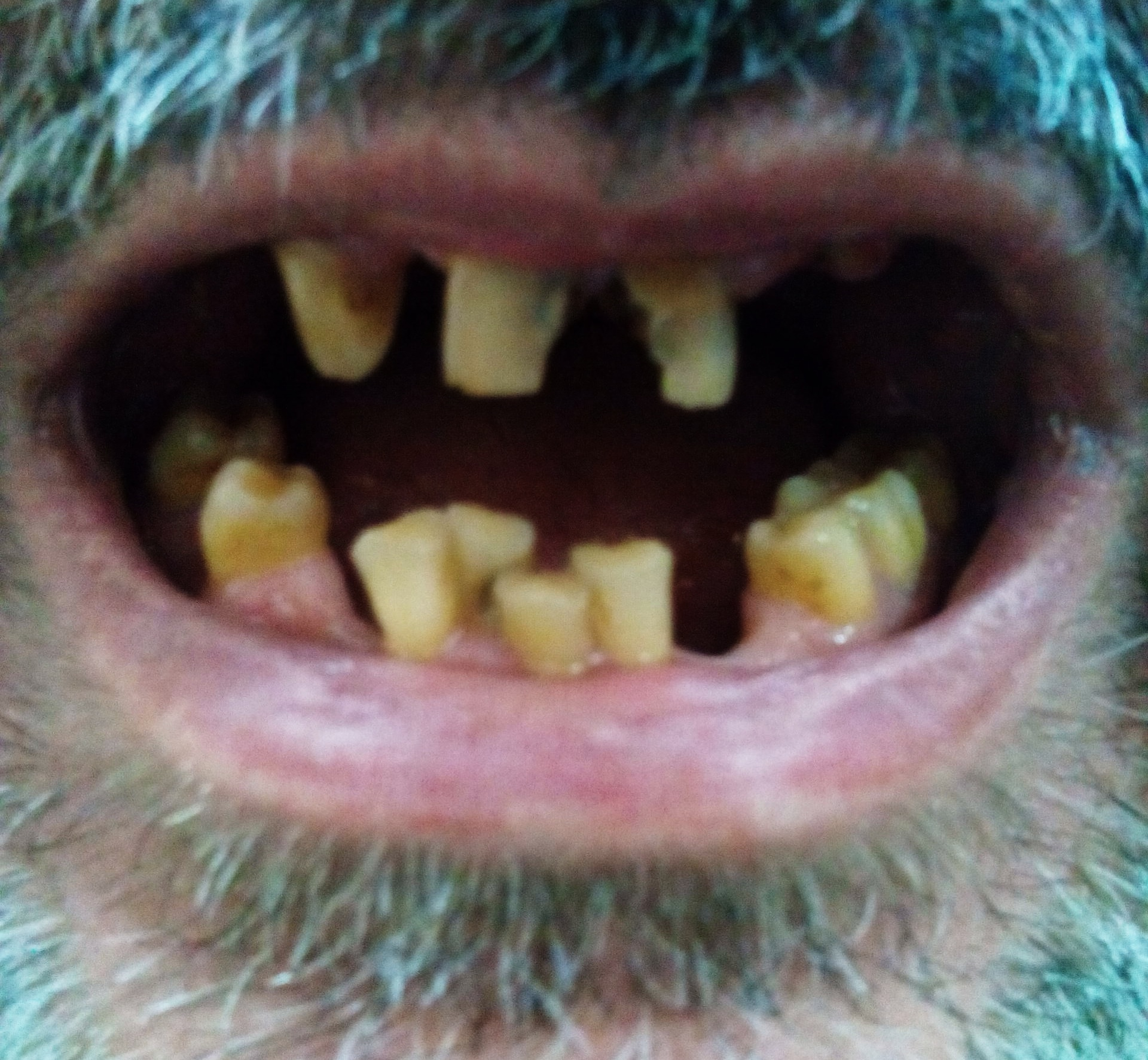
أسنان تالفة وصفراء

## الأسباب

### تلون الأسنان الخارجي

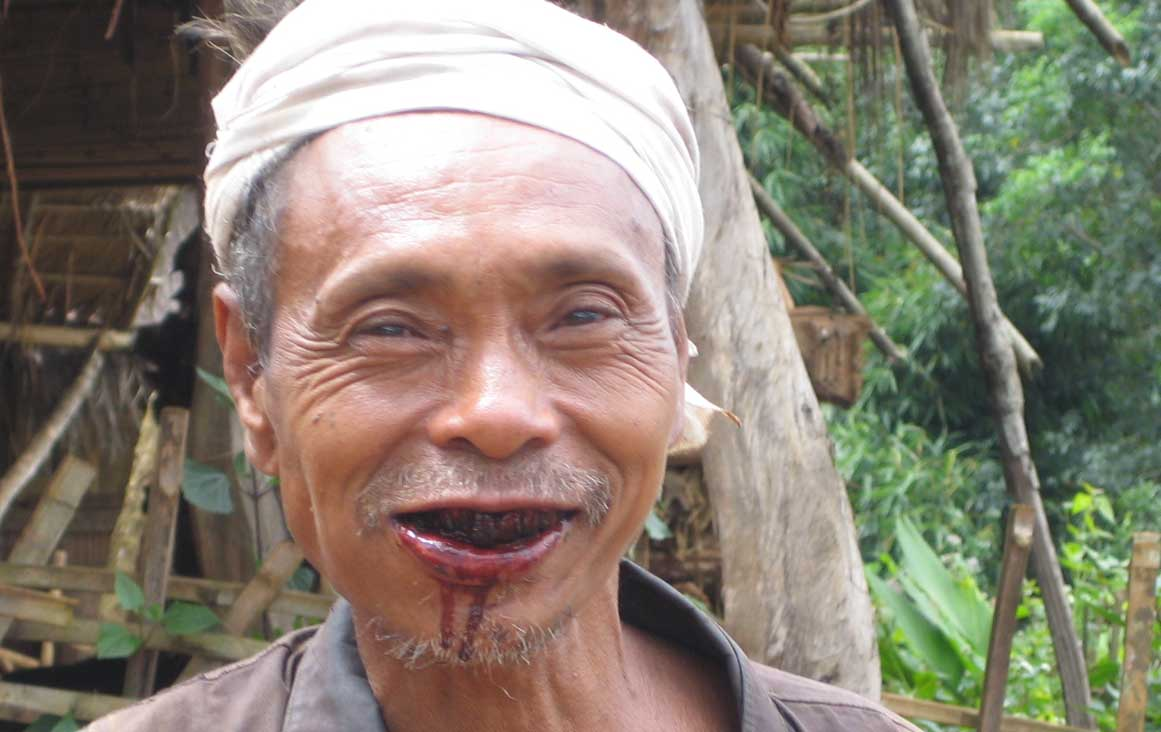
صبغة الاسنان الناتجة عن مضغ التنبول في بورما

الصبغيات الخارجية شائعة، لها أسباب مختلفة وقادرة حتى على تلوين سطح الحشوات مثل حشوات الكمبوزيت الضوئية أو تيجان البورسيلين. عندما تبقى هذه التصبغات لفترة طويلة من الزمن على سطح الاسنان قد تصبح داخلية.  هذه بعض المسببات للتصبغات الخارجية.
- لويحة الأسنان : على الرغم إنها عادة ما تكون غير مرئية تقريبا على سطح الأسنان، قد تصبح ملونة بسبب البكتيريا اللونية مثل فصيلة الأكتينوميسز[2] التي تنتشر أحيانا مع أمراض اللثة.[3]
- جير الأسنان: هو تكلس لويحة الأسنان بعد اهمال تنظيفها، فهذا يؤدي إلى تشكيل رواسب صلبة على الأسنان، وخاصة حول اللثة. لون الجير قد يكون رمادي، أصفر، أسود أو بني.[4]
- التبغ: يميل القطران المتواجد بمنتجات التبغ إلى تشكيل بقع صفراء-بني- أوأسود حول أعناق الأسنان فوق خط اللثة.[5]
- مضغة التنبول, وهو عبارة عن نبات يؤدي إلى تصبغ الاسنان عند مضغه.[5]
- بعض الأطعمة والمشروبات . الأطعمة، مثل الخضار، الغنية بالكاروتين أو الزانثونز.أيضًا السوائل الملونة مثل مشروبات الكولا والقهوة والشاي والنبيذ الأحمر.[3]
- غسول الفم (المكون من الكلورهيكسيدين) أو البيتادين.[6]
- بعض الادوية.[7]
- المركبات المعدنية. قد يكون التعرض لهذه المعادن عن طريق الادوية أو تعرض بيئي بالـمصانع أو ورش العمل التي بها هذه المعادن. فالحديد واليود يسببان صبغة سوداء والنحاس والنيكل يسببان صبغة لونهـا أخضر والكادميوم ينتج لون أصفرأو بني.

### تلون الأسنان داخليا
أسباب هذا النوع تحدث عادةً أثناء تطورالأسنان وقد تكون أيضًا مكتسبة في وقت لاحق في الحياة ولكن هناك بعض الأسباب غير معروفة.

#### تسوس الأسنان
تسوس الأسنان يبدأ في شكل بقعة بيضاء مبهمة على سطح المينا و كلما تقدم تآكل البكتيريا في الأسنان، يحدث تجويف ويصبح لونه بُني ومرئي في نهاية المطاف. 

#### تسمم الأسنان بالفلور

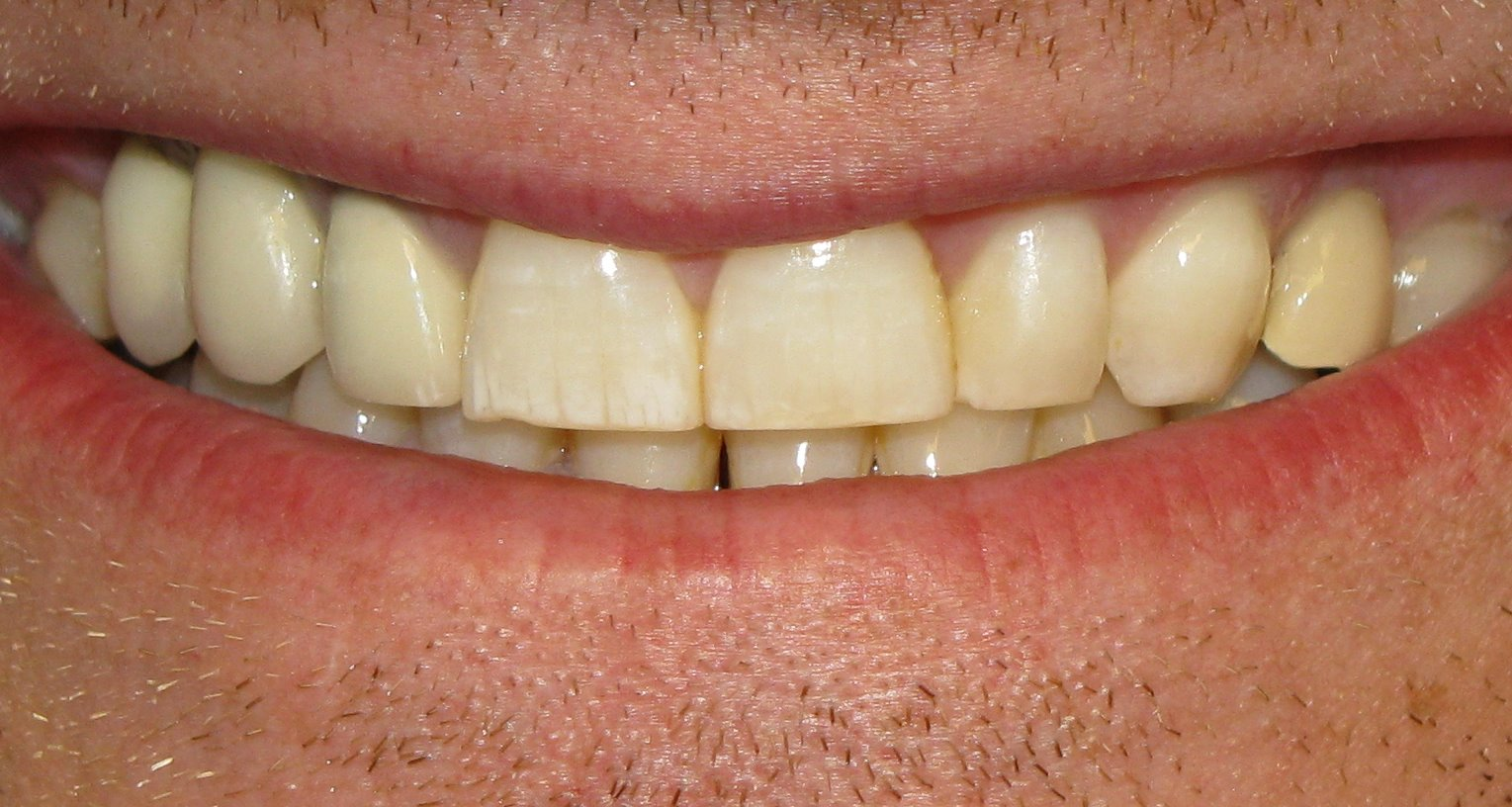
تسمم طفيف بالفلور: واضح بالقاطع الأول

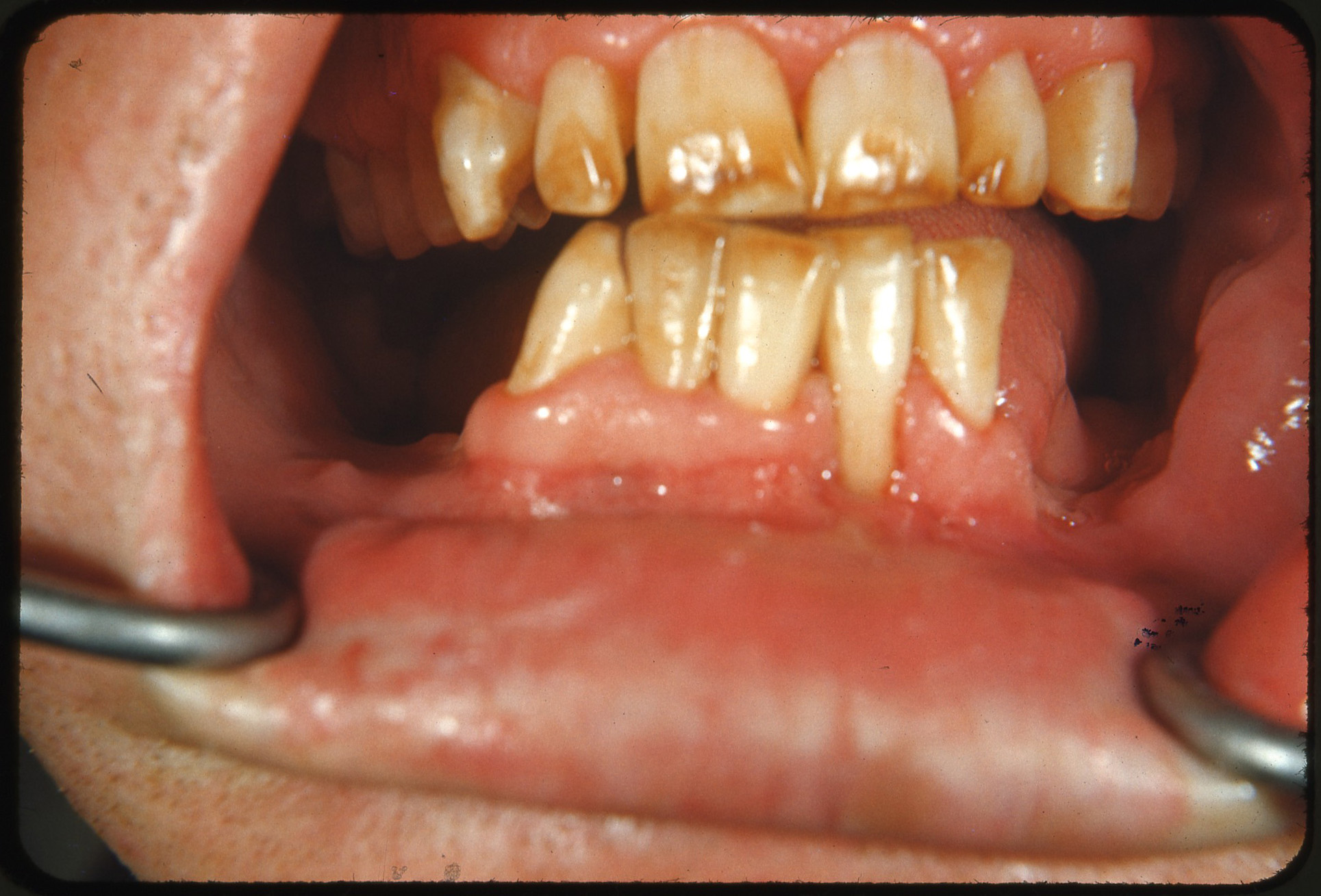
تسمم حاد بالفلور: الصورة مأخوذة لفرد يعيش في منطقة ذات مستويات عالية من الفلوريد الطبيعي ومن الواضح ان طبقة المينا بها علامات كالنقات

قد يحدث التسمم بالفلور عندما يكون هناك تعرض مزمن وفائض للفلورايد خلال سنوات تطور الأسنان. الفلوريد هو معدن طبيعي في الماء، بعض المناطق لديها مستويات عالية ومناطق أخرى يتم إضافة الفلوريد إلى إمدادات المياه في مستويات منخفضة للمساعدة في منع تسوس الأسنان. يمكن أن يحدث التعرض أيضا عن طريق المياه المعبأة في زجاجات ومعجون الأسنان الفلورايد. في أبسط أشكاله، يظهر الفلور كبقع صغيرة بيضاء مبهمة على سطح المينا. وتظهر الحالات الأكثر شدة كبقع شديدة والتي هي أيضا متعرضة لتراكم الصبغات السطحية.

#### الصدمات
صدمة الأسنان قد تؤدي إلى تَغيير بلون السن. عادةً بعد الإصابات يمكن أن يحدث تغيرالسن للون أحمر على الفور . ويرجع ذلك إلى قطع دوران الأوعية الدقيقة الوريدية إلى الأسنان، في حين تستمر الشرايين لتوريد الدم إلى اللب. ثم يتحلل الدم تدريجيا ويظهر اللون الأزرق والبني.
قد تتحول الأسنان المصابة إلى لون رمادي بعد وفاة اللب. هذا التلون عادة يتطوربعد أسابيع أو أشهر من الإصابة على طبقة العاج ويحدث بسبب تداخل لون أنسجة اللب المتاثرة والدم الناتج بعد الصدمة. 

#### حشوات المعدن - الملغم

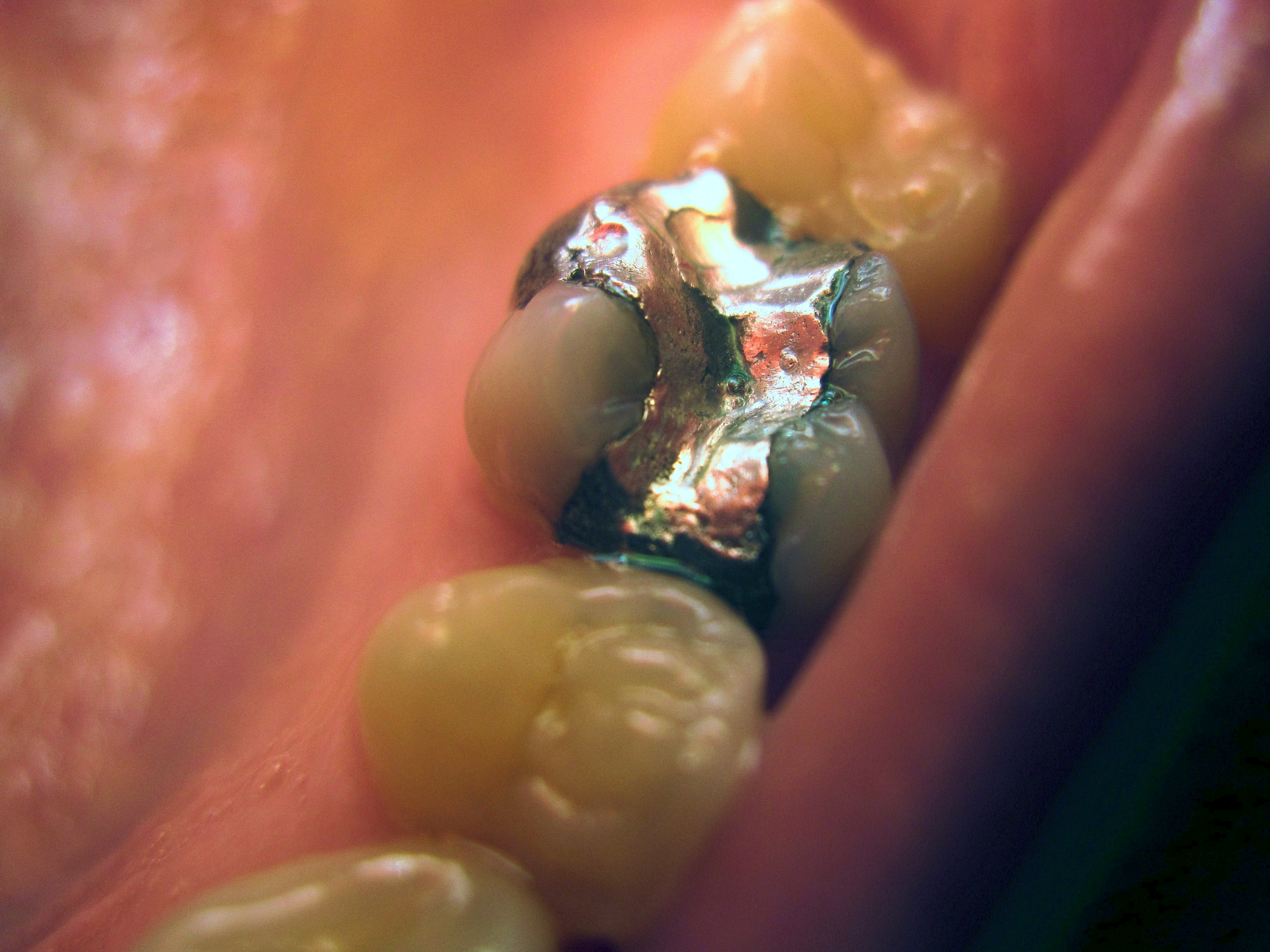
حشوه الملغم سببت في لون أغمق للسن

حشوة الملغم غالبا تكو ْن صبغة للأسنان التي توضع فيها. وهذا هو الأكثر وضوحا في الحشوات القديمة جدا، الصبغة تحدث بعد ترشح مواد الملغم ببطء مع الوقت .

#### التتراسيكلين ومشتقاته - مضاد حيوي
التتراسيكلين هو مضاد حيوي واسع المدى، والمونوسيكلين يستخدم في علاج حب الشباب. هذه الادوية قادره على خلب أيونات الكالسيوم المتواجدة في الأسنان والغضاريف والعظام. أخذ الدواء خلال سنوات تطور الأسنان يسبب تلون أصفر وأخضر في العاج، والذي هو مرئي من خلال المينا.  التتراسكلين يعبر المشيمة، لذلك قد يحدث تصبغ لأسنان الطفل حتى قبل ولادته إذا أخذت الأم هذه الأدوية  أثناء الحمل.  المونوسيكلين الوحيد الذي يقدرعلى تغيير لون الاسنان للصغاروالكبار.

## علاج التصبغ
تغيير لون الأسنان الأمامية يعتبر السبب الأكثر شيوعا الذي يجعل الناس تسعي لرعاية أسنانها.ومع ذلك، كثير من الناس تطلب اسنان ناصعة البياض حتى مع وجود لون أسنان طبيعي. علاج تصبغ الأسنان يعتمد على معرفة السبب. معظم تلون الاسنان غير ضار وقد يكون أو لا يكون ذات أهمية تجميلية للفرد. ولكن في حالات أخرى قد يشير إلى وجود علة باللب.
يتم إزالة معظم تصبغات الاسنان من خلال تنظيف الأسنان، سواء مع معجون الأسنان المخصص لل«تبييض» في المنزل، أو عن طريق تلمعهم عند طبيب الاسنان أو تبيضهم. مع الأخذ فالاعتباران هذه الإجراءات لن تمنع تراكم البقع الخارجية في المستقبل، لذلك تحديد سبب التصبغ يعد مهم(على سبيل المثال، التدخين سوف يسبب تراكم الصبغة مرة أخرى إن لم يتم وقفه).
تلون الاسنان داخليا قد يحتاج إلى تبييض الأسنان أو حشوات أو تعويضات سنية ثابتة.